# Listă de forme de relief pe Titania
Aceasta este o listă de forme de relief numite pe Titania.

## Chasme
Chasmele titaniene se numesc chasmata. Ele sunt numite după locațiile pieselor lui William Shakespeare.
| Nume           | Coordonate                       | Diametru (km) | Data de aprobare | Numită după                                | Refs  |
| -------------- | -------------------------------- | ------------- | ---------------- | ------------------------------------------ | ----- |
| Belmont Chasma | 8°30′S 32°36′E / 8.50°S 32.60°E  | 258           | 1988             | Belmont (Neguțătorul din Veneția)          | WGPSN |
| Messina Chasma | 33°18′S 335°00′E / 33.30°S 335°E | 1492          | 1988             | Messina, Italia (Mult zgomot pentru nimic) | WGPSN |

## Scarpe
Escarpele titaniene se numesc rupes. Ele sunt numite după locațiile pieselor lui William Shakespeare.
| Nume             | Coordonate                        | Diametru (km) | Data de aprobare | Numit după                                        | Refs  |
| ---------------- | --------------------------------- | ------------- | ---------------- | ------------------------------------------------- | ----- |
| Roussillon Rupes | 14°42′S 26°30′E / 14.70°S 26.50°E | 402           | 1988             | Roussillon (Totul e bine când se termină cu bine) | WGPSN |

## Cratere
Craterele titaniene poartă numele personajelor feminine din piesele lui William Shakespeare.
| Nume       | Coordonate                          | Diametru (km) | Data de aprobare | Numit după                  | Refs  |
| ---------- | ----------------------------------- | ------------- | ---------------- | --------------------------- | ----- |
| Adriana    | 20°06′S 3°54′E / 20.10°S 3.90°E     | 50            | 1988             | Comedia erorilor            | WGPSN |
| Bona       | 55°48′S 351°12′E / 55.80°S 351.20°E | 51            | 1988             | Henry VI, partea 3          | WGPSN |
| Calphurnia | 42°24′S 291°24′E / 42.40°S 291.40°E | 100           | 1988             | Iulius Caesar               | WGPSN |
| Elinor     | 44°48′S 333°36′E / 44.80°S 333.60°E | 74            | 1988             | Regele Ioan                 | WGPSN |
| Gertrude   | 15°48′S 287°06′E / 15.80°S 287.10°E | 326           | 1988             | Hamlet                      | WGPSN |
| Imogen     | 23°48′S 321°12′E / 23.80°S 321.20°E | 28            | 1988             | Cymbeline                   | WGPSN |
| Iras       | 19°12′S 338°48′E / 19.20°S 338.80°E | 33            | 1988             | Antoniu și Cleopatra        | WGPSN |
| Jessica    | 55°18′S 285°54′E / 55.30°S 285.90°E | 64            | 1988             | Neguțătorul din Veneția     | WGPSN |
| Katherine  | 51°12′S 331°54′E / 51.20°S 331.90°E | 75            | 1988             | Henric al VIII-lea          | WGPSN |
| Lucetta    | 14°42′S 277°06′E / 14.70°S 277.10°E | 58            | 1988             | Doi tineri din Verona       | WGPSN |
| Marina     | 15°30′S 316°00′E / 15.50°S 316°E    | 40            | 1988             | Pericle, Prinț al Tironului | WGPSN |
| Mopsa      | 11°54′S 302°12′E / 11.90°S 302.20°E | 101           | 1988             | Poveste de iarnă            | WGPSN |
| Phrynia    | 24°18′S 309°12′E / 24.30°S 309.20°E | 35            | 1988             | Timon din Atena             | WGPSN |
| Ursula     | 12°24′S 45°12′E / 12.40°S 45.20°E   | 135           | 1988             | Mult zgomot pentru nimic    | WGPSN |
| Valeria    | 34°30′S 4°12′E / 34.50°S 4.20°E     | 59            | 1988             | Coriolan                    | WGPSN |